# USS LST-604
O USS LST-604 foi um navio de guerra norte-americano da classe LST que operou durante a Segunda Guerra Mundial.